# Le salaire de la peur (pel·lícula de 2024)
Le salaire de la peur és una pel·lícula francesa dirigida per Julien Leclercq i estrenada el 2024 a Netflix. És una adaptació de la novel·la homònima de Georges Arnaud (1949).
La novel·la ja havia estat adaptada per Henri-Georges Clouzot a una pel·lícula del mateix nom estrenada el 1953. Ha estat subtitulada al català.

## Producció
El projecte es va anunciar l'abril de 2023. En el comunicat de premsa oficial, el director i guionista declara: "Reunir aquests talents al voltant del reinicii d'una pel·lícula d'aquest tipus, per a la distribució mundial amb Netflix, requereix que hi posi tot el meu cor i totes les meves entranyes. L'ambició és immensa.»
El rodatge va tenir lloc al Marroc durant 60 dies a principis de 2023.